# Lithostege biermis
Lithostege biermis là một loài bướm đêm trong họ Geometridae.